# Dendrobium courtauldii
Dendrobium courtauldii là một loài thực vật có hoa trong họ Lan. Loài này được Summerh. ex J.J.Wood mô tả khoa học đầu tiên năm 1981.